# Spoorlijn Meinerzhagen - Krummenerl
De spoorlijn Meinerzhagen - Krummenerl is een Duitse spoorlijn en is als spoorlijn 2815 onder beheer van DB Netze.

## Geschiedenis
Het traject werd door de Deutsche Reichsbahn geopend op 21 juni 1927. Oorspronkelijk was gepland de lijn via Eichhagen te verlengen tot Kreuztal, wegens de Tweede Wereldoorlog en geldgebrek is dit gedeelte van de lijn nooit voltooid. Thans is de lijn alleen in gebruik voor goederenvervoer, daartoe is hij in 2006 volledig gesaneerd.

## Aansluitingen
In de volgende plaats is er een aansluiting op de volgende spoorlijn:
MeinerzhagenDB 2810, spoorlijn tussen Hagen en Dieringhausen